# Сельское поселение «Пешковское» (Забайкальский край)
Се́льское поселе́ние «Пешковское» — муниципальное образование в Нерчинском районе Забайкальского края Российской Федерации.
Административный центр — село Пешково.

## История
Статус и границы сельского поселения установлены Законом Читинской области от 19 мая 2004 года «Об установлении границ, наименований вновь образованных муниципальных образований и наделении их статусом сельского, городского поселения в Читинской области».

## Население
| 2010 | 2011  | 2012  | 2013  | 2014  | 2015  | 2016 |
| ---- | ----- | ----- | ----- | ----- | ----- | ---- |
| 1033 | ↘1029 | ↗1030 | ↘1020 | →1020 | ↘1009 | ↘997 |
| 2017 | 2018  | 2019  | 2020  | 2021  |       |      |
| ↘989 | ↘978  | ↘956  | ↘950  | ↘883  |       |      |

## Состав сельского поселения
| № | Населённый пункт | Тип населённого пункта       | Население |
| - | ---------------- | ---------------------------- | --------- |
| 1 | Кулаково         | село                         | ↘57       |
| 2 | Пешково          | село, административный центр | ↘452      |
| 3 | Право-Пешково    | село                         | ↘140      |
| 4 | Савватеево       | село                         | ↘301      |